# Jトラストシステム
Jトラストシステム（ジェイトラストシステム）は、東京都渋谷区に本社を置く、Jトラストの100％出資子会社。2022年3月に会社解散を決議した。

## 沿革
- 2009年5月 Jトラストシステム設立
- 2011年1月 本社移転
- 2013年9月 静岡ソリューションセンター閉鎖
- 2015年11月 西日本ソリューションセンター移転(京都→大阪)
- 2017年6月 西日本ソリューションセンターを大阪支社に名称変更
- 2022年3月 会社解散を決議

## 主な事業
- システム開発及び運用管理
- インフラストラクチャ構築及び運用管理
- IT導入支援
- Webコンテンツ製作及びマーケティング支援